# فرد إتش بلوم
فرد إتش بلوم (بالإنجليزية: Fred H. Blume)‏ هو مترجم ومحامي وقاضي أمريكي، ولد في 9 يناير 1875 في ريهبورغ-لوكوم في ألمانيا، وتوفي في 26 سبتمبر 1971.